# Ричард Карвел
«Ричард Карвел» (англ. Richard Carvel) — исторический роман американского писателя Уинстона Черчилля. Впервые опубликован в 1899 году, оказался исключительно успешным: продано около двух миллионов копий книги, что сделало автора богатым человеком. Роман изложен в форме мемуаров Ричарда Карвела, джентльмена XVIII века, изданных в восьми томах. Действие происходит частично в Мэриленде, частично в Лондоне, Англия, в эпоху Американской революции.

## Сюжет
Предисловие
Роман начинается с вымышленного предисловия — краткой заметки, датированной 1876 годом, — в котором предполагаемый редактор мемуаров, Дэниел Клэпседдл Карвел (англ. Daniel Clapsaddle Carvel) утверждает, что постарался сохранить мемуары в том виде, как их написал его дед, Ричард Карвел, и имеющиеся недостатки лишь подчёркивают реалистичность написанного.
Том I
В первом томе изложены события детства и школьных лет Ричарда Карвела. Осиротевший в раннем возрасте, он рос под присмотром деда, Лайонел Карвела (англ. Lionel Carvel) из Карвел-Холла, всеми уважаемого богатого лоялиста. Ричард описывает свой образ жизни, растущую любовь соседке, Дороти Меннерс (англ. Dorothy Manners), и враждебность дяди, Графтона Карвела (англ. Grafton Carvel). Ричард становится свидетелем выступлений против сборщика налогов в Аннаполисе в ответ на Акт о гербовом сборе 1765 года и огорчает деда, став приверженцем революционных взглядов.
Том II
Мистер Аллен, новый наставник Ричарда, хитростью заставляет его предать своего больного деда. Одновременно Ричарда терзает кокетство Дороти. На восемнадцатый день рождения он узнает, что Дороти должна уехать в Англию.
Том III
С третьего тома начинается основное действие романа. Из-за интриг Графтона Карвела и мистер Аллена, Ричард сражается на дуэли с лордом Комином (англ. Lord Comyn) и получает ранение, но быстро становится другом лорда. Лайонел Карвел понимает, что политические взгляды внука не изменились, но прощает его, отчасти благодаря заступничеству полковника Вашингтона. Оправившись от ран, Ричард становится жертвой похищения. Он попадает на борт пиратского корабля Black Moll. Во время боя с бригантиной пиратский корабль тонет.
Том IV
В четвертом томе главный герой продолжает бороться с превратностями судьбы. Ричарда спасает капитан бригантины Джон Пол (англ. John Paul), который плывет в Солуэй. В Шотландии Джон Пол получает холодный прием и клянётся покинуть страну. Ричард и Джон на почтовой карете добираются до Лондона, где в Виндзоре встречаются с Хорасом Уолполом. В Лондоне они попадают в долговую тюрьму, из которого их выручают Лорд Комин и Дороти.
Том V;
Действие пятого и шестого томов происходит в Лондоне, где блеск и порок светского общества контрастирует с простотой и честью зарождающейся республики, носителем идеалов которой является главный герой. Ричард представлен лондонскому обществу, где Дороти является признанной красавицей. Он заводит дружбу с Чарльзом Джеймсом Фоксом и находит врага в лице герцога Чартерси (англ. Duke of Chartersea). Ричард открывает свою любовь Дороти, но та его отвергает.
Том VI

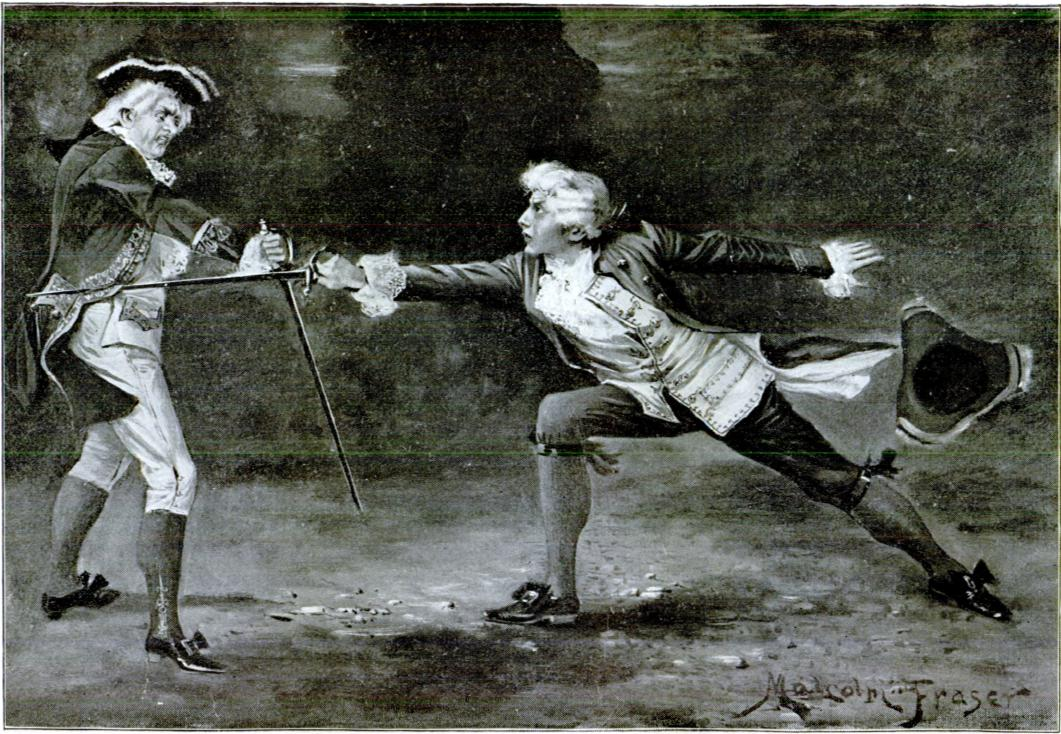
Дуэль Карвела и герцога Чартерси (иллюстрация Малколма Фрейзера)

Ричард ставит свою жизнь на кон, но вопреки всему остаётся жив. Он посещает палату общин и слышает выступление Эдмунда Берка и Фокса. В Воксхолл-Гарденз он обманом ввязывается в дуэль с герцогом Чартерси, а лорд Комин спасает его от удара в спину от второго участника заговора, получив при этом ранение. Позже Ричард узнает, что его дед умер, а дядя Графтон унаследовал поместье и оставил его без гроша.
Том VII
Ричард возвращается в Америку, где он узнаёт, что его дед считал его мертвым. Отвергая предложения Графтон, он получает место торгового агента мистера Суэйна, и следующие несколько лет верой и правдой ему служит в поместье Гордонс-Прайд (англ. Gordon’s Pride). В 1774 году среди колонистов начинает нарастать недовольство.
Том VIII
В последнем томе приходят к завершению две основные линии романа: политическая и романтическая. С началом войны, Ричард отправляется в бой за свою страну. Он встречает Джона Пола, который теперь называет себя Джон Пол Джонс, и планирует вступить в зарождающийся американский флот. Первые годы войны кратко описаны Даниэлом Клэпседдлом Карвелом, а повествование от лица Ричарда возобновляется в начале боя у мыса Фламборо-Хед между USS Bonhomme Richard по командованием капитана Джонса, и HMS Serapis. В бою Ричард тяжело ранен, и Джонс оставляет ухаживать за ним Дороти. В конце книги Ричард возвращается в Мэриленд как глава Карвел-Холл и женится на своей возлюбленной детства.

## Персонажи

### Карвелы
- Ричард Карвел (англ. Richard Carvel), рассказчик, упрямый и вспыльчивый молодой человек
- Лайонел Карвел (англ. Lionel Carvel), дед Ричарда, богатый судовладелец, лояльный Короне
- Капитан Джек Карвел (англ. Jack Carvel), старший сына Лайонела, отец Ричарда, храбрый и безрассудный солдат, погибший на Французской войне, когда Ричард был ребенком
- Элизабет Карвел (англ. Elizabeth Carvel), мать Ричарда, принятая в семью Карвеллов в детстве после кораблекрушения
- Графтон Карвел (англ. Grafton Carvel), младший сын Лайонел, ревнивец, манипулятор и бессовестный человек; отдалился от семьи после сомнений в происхождении Элизабет
- Кэролайн Карвел (англ. Caroline Carvel), жена Графтон, дочь преуспевающего бакалейщика
- Филип Карвел (англ. Philip Carvel), сын Графтона и Кэролайн, кузен Ричарда
- Дэниел Клэпседдл Карвел (англ. Daniel Clapsaddle Carvel), внук Ричарда, редактор мемуаров своего деда

### Слуги Карвелов
- Миссис Уиллис (англ. Mrs. Willis), экономка
- Сципион (англ. Scipio), дворецкий
- Чесс (англ. Chess), повар
- Харви (англ. Harvey), кучер и главный конюх
- Хьюго (англ. Hugo), личный слуга Ричарда

### Исторические деятели
- Джордж Вашингтон
- Джон Пол, впоследствии Джон Пол Джонс, капитан
- Хорас Уолпол, светский человек
- Чарльз Джеймс Фокс, английский политик и заядлый игрок
- Фредерик Калверт, лорд Балтимор (англ. Frederick Calvert, Lord Baltimore)
- Дэвид Гаррик, актер
- Эдмунд Берк, политик от партии вигов, оратор

### Прочие
- Капитан Дэниел Клэпседдл (англ. Daniel Clapsaddle), близкий друг семьи Карвел
- Дороти Меннерс (англ. Dorothy Manners), капризная подруга детства Ричард, позднее — светская красотка
- Мармадюк Меннерс (англ. Marmaduke Manners), тщеславный отец Дороти
- Доктор Кортни (англ. Dr. Courtenay), мэрилендский макарони, ухаживавший за Дороти
- Патти Суэйн (англ. Patty Swain), подруга Ричарда, симпатичная мэрилендская девушка
- Генри Суэйн (англ. Henry Swain), отец Пэтти, адвокат, сторонник независимости
- Том Суэйн (англ. Tom Swain), брат Пэтти, пьяница и бродяга
- Мистер Аллен (англ. Mr. Allen), аморальный, эгоистичный священник, наставник Филипа и Ричарда
- Джек, Лорда Комина (англ. Jack, Lord Comyn), друг Ричард, великодушный английский аристократ
- Герцог Чартерси (англ. Duke of Chartersea), распутный аристократ
- Бенкс (англ. Banks), верный английский слуга Ричарда

## Связь с романом «Кризис»
Роман Черчилля 1901 года «Кризис» (англ. The Crisis), как и «Ричард Карвел», был частью серии романов, действие которых разворачивается в критические периоды американской истории. Роман не был прямым продолжением, но его героиня, Вирджиния Карвел, являлась правнучкой Ричарда Карвелла. Его «дневнике» упоминаются в книге.

## Отзывы и литературная значимость
В рецензии New York Times Saturday Review в июле 1899 роман описан как «стоящий внимания», «важное событие в американской художественной литературе», «самое всеобъемлющее произведение в жанре исторического романа, которое когда-либо появлялось в американской литературе». «Мастерство, с которым обработан материал, оправдывает широту задумки».
Обзор в New York Tribune характеризует книгу как «серьёзный исторический роман, включающий в себя романтические отношения и многие события на суше и на море, в Мэриленде и в Англии, в которых принимают участие известные персонажи, такие как Вашингтон, Фокс и Хорас Уолпол». Рецензент обратил внимание на недостаточную проработку персонажей, отметив что они «не стали осязаемы настолько, чтобы казаться реальными», но пришёл к выводу, что «„Ричард Карвел“ — удивительно искусная работа, с учётом имевшихся у автора ограничений».
Джордж Миддлтон в письме в New York Times похвалил роман за драматизм, созданный образ прошлых времён, а Дороти Меннерс назвал «самым увлекательным женский персонажем из всех, что появлялись в последних романах».
В ноябре 1899 года вокруг «Ричарда Карвела» возникла небольшая полемика на страницах New York Times Saturday Review в связи с анонимным письмом, в котором указывалось на определённое сходство между «ставшим знаменитым» романом Черчилля и романом «Хью Уинн, свободный квакер» (англ. Hugh Wynne — Free Quaker) Сайласа Уэйра Митчелла. Завуалированное обвинение в плагиате было опровергнуто в другом письме, где отмечалось, что первый черновик «Ричарда Карвела» был закончен пять лет назад, то есть за два года до издания «Хью Уинна». В другом письме проводилось сравнение (не в пользу «Калвера») романа Черчилля и романа Уильяма Мейкписа Теккерея «Вирджинцы» (англ. The Virginians).
Более поздние оценки рассматривали достоверность повествования как основную причину успеха: «„Ричард Карвел“ (1899) — романтический исторический роман об Американской революции. Аккуратно написанная, книга имеет эпизодическую структуру, характерную для Черчилля. Она стала бестселлером благодаря добросовестным исследованиям, которые обеспечили замечательную достоверность событиям и персонажам».

## Адаптации
Эдвард Эверетт Роуз (англ. Edward Everett Rose) адаптировал роман для сцены. Пьеса «Ричард Карвел» шла на Бродвее в период с сентября 1900 года по январь 1901 года. Она выдержала 129 представлений. Ричарда Карвела сыграл Джон Дрю (англ. John Drew), Дороти Меннерс — Айда Конквест (англ. Ida Conquest). Продюсировал спектакль Чарльз Фроман (англ. Charles Frohman) из Empire Theatre.

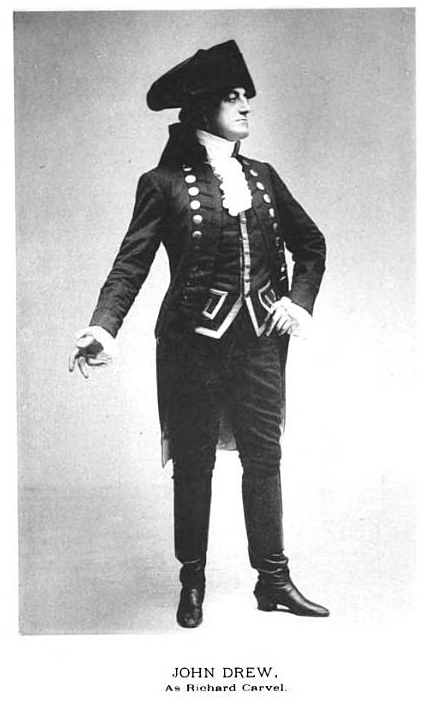
Джон Дрю в роли Ричарда Карвела на Бродвее

Вальсы из спектакля были изданы в виде нот под названием Richard Carvel Waltzes, на обложку поместили изображение персонажа в платье XVIII века.
Создание немого фильма по мотивам романа обсуждалось примерно в 1915 году и было запущено в производство, но по данным IMDb, «нет никаких достоверных свидетельств, что фильм с таким названием был когда-либо завершена либо выпущен».

## Карвел-Холл
Во время создания романа Уинстон Черчилль жил как постоялец в георгианском особняке в Аннаполисе, в настоящее время известном как Уильям-Пака-Хауз (англ. William Paca House). Когда успех романа стал очевиден, предприимчивый владелец дома превратили его в гостиницу на 200 номеров и назвал Карвел-Холл по названию имения Карвелов. Гостиница завоевала популярность, в частности, в ней останавливались студенты расположенной неподалёку Военно-морской академии США. Однако дом был не был прототипом ни имения Карвелов, ни их городского особняка.